# Cécile Coulon
Cécile Coulon (Saint-Saturnin, Puy-de-Dôme, 13 de junio de 1990) es una escritora francesa de novela, relato y poesía.

## Biografía
A los 16 años publicó su primera novela titulada Le Voleur de vie en editorial Revoir. Estudió bachillerato en la especialidad de Cine y la carrera de Filología francesa.
En 2012 obtuvo sus primeros premios literarios: le concedieron el premio Mauvais genres, creado ese mismo año por France Culture y Le Nouvel Observateur, por su novela Le roi n'a pas sommeil, editada por Viviane Hamy, así como el premio Coup de foudre des Vendanges littéraires de la ciudad de Rivesaltes, y la seleccionaron para el premio France Culture-Télérama en la Feria del Libro de París. En 2014, esta misma novela formó parte de la selección del Premio de la mejor novela de los lectores de la revista Le Point.
En 2015, la autora firmó Le Cœur du pélican y su obra Le Rire du grand blessé es seleccionada para el Prix Littéraire des jeunes Européens. En 2016, preparó una tesis titulada Le Sport et le corps dans la littérature française contemporaine. Con 26 años, ya había publicado su octavo libro, y con su sexta novela Trois saisons d'orage ganó el Prix des libraires 2017.
Con su primer poemario, Les Ronces, obtuvo el premio Guillaume-Apollinaire en 2018 y el premio de  Revelación de poesía de la Société des gens de lettres. La prensa considera entonces a la joven poeta como «una de las más prometedoras nuevas voces de la literatura francesa». Paralelamente participa con Marie Darrieussecq, Marion Aubert y Adélaïde de Clermont-Tonnerre, en la séptima edición del Paris des Femmes, con una breve pieza de teatro On se remet de tout, seule-en-scène interpretada por Bénédicte Choisnet. Esta obra se publica junto con la de las otras autoras dramáticas en la antología À vendre, con prefacio de Leïla Slimani, en la Collection des quatre vents de la editorial L'avant-scène théâtre.
En mayo de este mismo año, mientras ejerce como jurado en la atribución de becas para videojuegos del CNC, participa a la vez en los Estados Generales del libro gracias a la escritora Carole Zalberg que lee en su nombre una carta escrita en introducción a la apertura de los debates. Con humor, lamenta la pauperización de los artistas autores en Francia y alerta sobre los efectos catastróficos del incremento anunciado de la CSG (Contribución social generalizada) sobre sus escasos ingresos, sin permitirles acceder a nuevos derechos sociales.
En 2019 gana el premio literario del periódico Le Monde con Une bête au paradis, publicado por Editions de l'Iconoclaste, que narra la vida de una huérfana acogida por su abuela campesina.

## Obra

### Novelas
- Le voleur de vie (2007).
- Méfiez-vous des enfants sages (2010).
- Le roi n'a pas sommeil (2012) Premio Bad Genres (2012).
- Le Rire du grand blessé (2013).
- Le Cœur du pélican (2015).
- Trois saisons d'orage (2017) Premio de libreros (2017).
- Une bête au paradis (2019), Premio Literario Le Monde.

### Relatos
- Sauvages (2008).

### Poesía
- Les Ronces (2018), Premio Guillaume-Apollinaire (2018).
- Prefacio a Ismaël Billy para Amours sibériennes (2018).
- Noir Volcan (2020), prefacio de Alexandre Bord.

### Literatura infantil y juvenil
- Rouflaquettes électriques (2011), ilustraciones de Vedrana Donić, Zinc Éditions.

### Teatro
- " On se remet de tout " (2018), À vendre : Neuf pièces courtes , obra colectiva de Paris des Femmes.

### Otras publicaciones
- Soleil cogne (2011), ilustraciones de Chokko Primero, Xavier, Axel Garrigues & Amélie Girard, cuento inspirado en el álbum del grupo Katawumpus incluido en el libro en formato CD.
- Les grandes villes n'existent pas (2015).
- Triste Tropique, Topographies of Sadness (2018), con Damien Rudd.
- Petit éleoge du running (2018).

### Videojuegos
- Diorama.[14]

## Premios y reconocimientos
- 2012 : Premio Coup de foudre des Vendanges littéraires (de la ciudad de Rivesaltes ) para Le roi n'a pas sommeil.[15]
- 2012 : Premio Mauvais genres, categoría de ficción por Le roi n'a pas sommeil [16] (primera edición de este premio creado por France Culture, en colaboración con Le Nouvel Observateur ).
- 2012 : Premio France Culture-Télérama. [4] Selección por Le roi n'a pas sommeil.
- 2012 : Finalista Prix Franz-Hessel [17] por Le roi n'a pas sommeil.
- 2013 : Presidenta del jurado del Premio Mauvasi genres,[18] con el que habías sido galardonada el año anterior.
- 2014 : Premio Selección a la Mejor novela de los lectores de Points por Le roi n'a pas sommeil [5]
- 2015 : Selección del Premio de Literatura para jóvenes europeos por Le Rire du grand blessé.
- 2017 : Selección del premio Livre Inter por Trois saisons d'orage.
- 2017  : Premio de los libreros por Trois saisons d'orage.[19]
- 2018 : Premio SGDL “Revelación de la poesía” por Les Ronces .[20]
- 2018 : Premio Guillaume-Apollinaire por Les Ronces.
- 2019 : Premio Littéraire duMonde por Une bête au paradis.[21]